# Alliance internationale pour la gestion de l'eau de pluie
L'Alliance internationale pour la gestion de l'eau de pluie est une organisation non gouvernementale fondée à Johannesbourg, lors du Sommet mondial sur le développement durable en 2002. Cette association promeut la collecte de la pluie comme un moyen simple et économique de pourvoir à la fourniture en eau dans les pays démunis.
Un projet pilote a été mené dans un orphelinat bulgare, où un système de captage sur toits couvrant 1 000 m2 a permis de rendre la consommation d'eau des sanitaires et l'arrosage des jardins et serres autonomes.